# 창조 (잡지)
《창조(創造)》는 일제 강점기 시대의 한국 현대문학기 최초의 문예 동인지로, 전영택(田榮澤) 등이 창간을 주도했다. 1919년 2월 일본 도쿄에서 창간되어 2호까지 나왔고, 같은해 기미 3·1 만세 운동 이후 국내에서 속간, 9호까지 계속되었다.

## 동인
동인이자 공동 창간 주도자들은, 당시 일본 도쿄에서 유학중이던 김동인(金東仁)·주요한(朱耀翰)·전영택(田榮澤)·김환(金煥) 등이다. 이들의 활동에 의해 한국 현대문학은 비로소 본격적인 현대 단편소설과 서정(抒情)이 깃든 참다운 현대 자유시의 작품을 얻을 수 있었다.

## 순문학 제창과 국어체 문장 확립
〈창조〉파의 문학적 성격을 대표하는 김동인은 이광수의 문학이 사회 개혁을 위한 설교문학·계몽문학이라 보고 인생을 있는 그대로 보고 그리는 ‘인생문제 제시’의 문학, 즉 사실주의에 입각한 순문학(純文學)을 제창했다. 〈창조〉의 동인 중 주로 소설을 쓴 김동인과 전영택의 작품 경향을 보면, 김동인의 〈약한 자의 슬픔〉, 〈마음이 옅은 자여〉, 〈배따라기〉 등과 전영택의 〈천치(天痴)냐? 천재(天才)냐?〉 등은 모두 근대 사실주의의 영향을 받은 최초의 단편들이다. 또 주요한은 창간호에 〈불놀이〉라는 시를 발표했는데, 이 시는 우리 신시운동에 있어 획기적인 현대적 자유시로 그 작풍은 상징주의의 영향을 받은 것이었다. 따라서 〈창조〉 동인들은 문학을 그 때까지의 계몽 사상의 고취에서 지양하여, 예술성 관련 위주의 본격 문학으로 다루게 되었고, 우리 문학계에 리얼리즘이란 순문예 사조가 도입되었다.
이와 같이 〈창조〉의 동인들은, 근대문학의 구체성을 파악, 이광수의 언문일치의 문장에서부터 일보 전진하여 신문장을 위한 근대 문학 혁신 운동을 일으켜 국어체 문장을 확립했다. 예컨대 이광수 소설까지 우리 말에 존재치 않던 동사의 과거·현재·미래의 시제(時制)를 완전히 구분했으며, 대명사를 만들고, 특정 지역의 방언을 사용하는 등 작품 창작에서 구체적이고도 실제적인 혁신을 시도했다. 따라서 〈창조〉 시대에 이르러 우리의 순문학은 첫째 구어체(口語體)의 확립, 둘째 계몽문학의 배척, 사실주의에 입각한 순문학운동으로 재출발하니 이는 문예사조로도 큰 전환이며, 창작 수법에서도 일대 진보였다.